# Masanori Hamayoshi
Masanori Hamayoshi (japanisch 濱吉 正則, Hamayaoshi Masanori; * 5. Juli 1971 in der Präfektur Hyōgo) ist ein japanischer Fußballtrainer und ehemaliger Fußballspieler.

## Karriere

### Als Spieler
Bis 1994 studierte Hamayoshi an der Sporthochschule Ōsaka, wo er auch mit dem Fußballspielen begann. 1995 kam er nach Slowenien, wo er an der Universität von Ljubljana studierte und nebenbei beim drittklassigen NK Svoboda spielte.

### Als Trainer
Seine Trainerkarriere startete Hamayoshi 1995 beim NK Ježica, wo er zunächst als Jugendtrainer und schließlich auch als Co-Trainer tätig war. Von 1997 bis 1998 arbeitete er nebenbei auch als Trainer der U-18-Mannschaft des NK Domžale. Von April 1998 bis Juli 1999 fungierte er als Jugendtrainer und Scout beim ND Gorica. Danach kehrte er nach Japan zurück, wo er als Trainer an einer Oberschule arbeitete. Im Jahr 2000 wurde er U-18-Trainer von Kashiwa Reysol. Im Februar 2003 wurde er Co-Trainer von Nagoya Grampus Eight, wo er danach auch als Scout und U-15-Trainer arbeitete. Im Januar 2007 wurde er für ein halbes Jahr Trainer von Fervorosa Ishikawa Hakusan. Von Januar 2008 bis Januar 2009 war er Jugenddirektor bei Tokushima Vortis, ehe er Co-Trainer der Kampfmannschaft wurde. Im Januar 2011 wechselte er zu Giravanz Kitakyūshū, wo er ebenfalls für zwei Jahre Co-Trainer war. Im Jahr 2013 arbeitete er als Dolmetscher von Zdenko Verdenik bei Ōmiya Ardija. Von Februar 2014 bis April 2016 war er Leiter der HAMA Fußballschule. Im April 2016 wurde er Cheftrainer des österreichischen Regionalligisten SV Horn. Mit den Hornern konnte er in der Saison 2015/16 Meister der Regionalliga Ost werden und somit in den Profifußball aufsteigen.
Im Mai 2017 trennten sich die Horner von Hamayoshi.

## Persönliches
Hamayoshi spricht neben seiner Muttersprache Japanisch auch fließend Englisch, Slowenisch, Kroatisch und Serbisch. Da er nur Grundkenntnisse der deutschen Sprache besitzt, stand ihm in Horn ein Dolmetscher zur Verfügung.